# Sparkasse Detmold
Die Sparkasse Detmold (Lippische Spar- und Leihekasse) war eine öffentlich-rechtliche Sparkasse im Kreis Lippe mit Sitz in Detmold in Nordrhein-Westfalen. Sie war die älteste Sparkasse Deutschlands. Träger war der Zweckverband des Kreises Lippe und der Städte Barntrup, Detmold, Horn-Bad Meinberg und Lage. Am 1. Januar 2012 fusionierte die Sparkasse Paderborn mit der Sparkasse Detmold zur Sparkasse Paderborn-Detmold.

## Organisation
Als Anstalt des öffentlichen Rechts unterlag die Sparkasse Detmold dem Sparkassengesetz NRW. Die zuständige Aufsichtsbehörde war die Bundesanstalt für Finanzdienstleistungsaufsicht (BaFin) in Bonn. Der zuständige Sparkassenverband war der Sparkassenverband Westfalen-Lippe. Die Organe der Sparkasse waren der Vorstand, der Verwaltungsrat und der Kreditausschuss.

## Geschäftstätigkeit
Die Geschäftstätigkeit der Sparkasse Detmold betraf das Gebiet der Städte Barntrup, Detmold, Horn-Bad Meinberg, Lage, Lügde und Schieder-Schwalenberg, sowie der Gemeinden Augustdorf und Schlangen. Gemessen an der Bilanzsumme nahm sie im Jahr 2008 bundesweit Rang 100 von 438 Sparkassen ein. Die Sparkasse Detmold war das größte Kreditinstitut im Kreis Lippe mit einem Marktanteil von rund 72 % an den Hauptbankverbindungen in ihrem Geschäftsgebiet.

## Historie

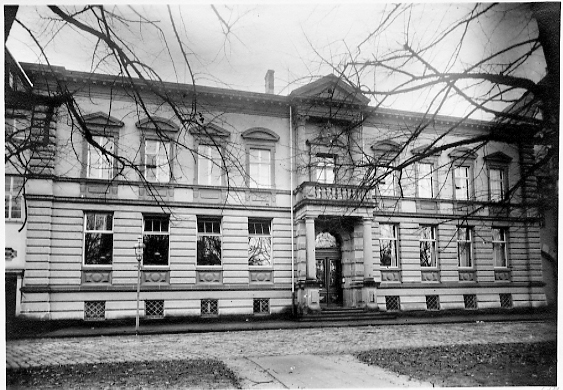
Die Lippische Landesspar- und Leihekasse in der Kassenstraße (heute Heinrich-Drake-Straße) um 1910

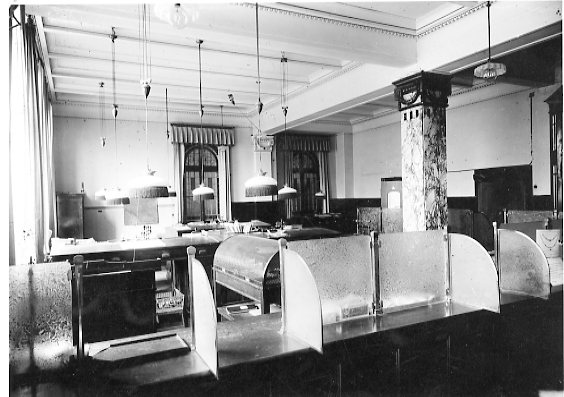
Innenansicht

Am 13. März 1786 wurde mit der Gründung der Gräflich-Lippische Leihekasse zu Detmold die historische Grundlage der heutigen Sparkasse gelegt. Erster Kommissar der Leihekasse war Friedrich Wilhelm Helwing. Am 1. Mai wurde die Sparkasse in der Landrentei eröffnet, und am Ende des ersten Geschäftsjahres standen Spareinlagen über 26432 Reichstaler bzw. Ausleihungen in Höhe von 25948 Reichstalern zu Buche.
Im Jahr 1804 wurde die Leihbank gegründet, um dann 1909 beide Institute zur Fürstlich-Lippischen Landesspar- und Leihekasse in Detmold zusammenzuschließen. Im Zuge der kommunalen Neugliederung des Kreises Lippe wurde am 1. April 1977 die Zweckverbandssparkasse des Kreises Lippe und der Städte Detmold und Lage gegründet.
Weitere Vorläufer der Sparkasse Detmold waren die Institute der lippischen Gemeinden und Städte, deren Institute in dem Detmolder Unternehmen aufgingen, beziehungsweise integriert wurden:
- Stadtsparkasse Lage von 1860
- Städtische Sparkasse Detmold von 1904
- Amtssparkasse/Kreissparkasse Lage (Lippe) von 1906
- Städtische Sparkasse Schwalenberg
- Gemeindesparkasse Elbrinxen von 1919
- Amtssparkasse/Kreissparkasse Detmold von 1920

Am 1. Januar 1980 kamen die Sparkasse Horn-Bad Meinberg von 1841 und am 1. Januar 2003 die Städtische Sparkasse Barntrup von 1883 hinzu.
Am 1. Januar 2012 fusionierte die Sparkasse Detmold mit der Sparkasse Paderborn zur Sparkasse Paderborn-Detmold.